# (37017) 2000 TG57
2000 TG57 (asteroide 37017) é um asteroide da cintura principal. Possui uma excentricidade de 0.02292900 e uma inclinação de 15.87519º.
Este asteroide foi descoberto no dia 2 de outubro de 2000 por LONEOS em Anderson Mesa.